# Semmelknödel

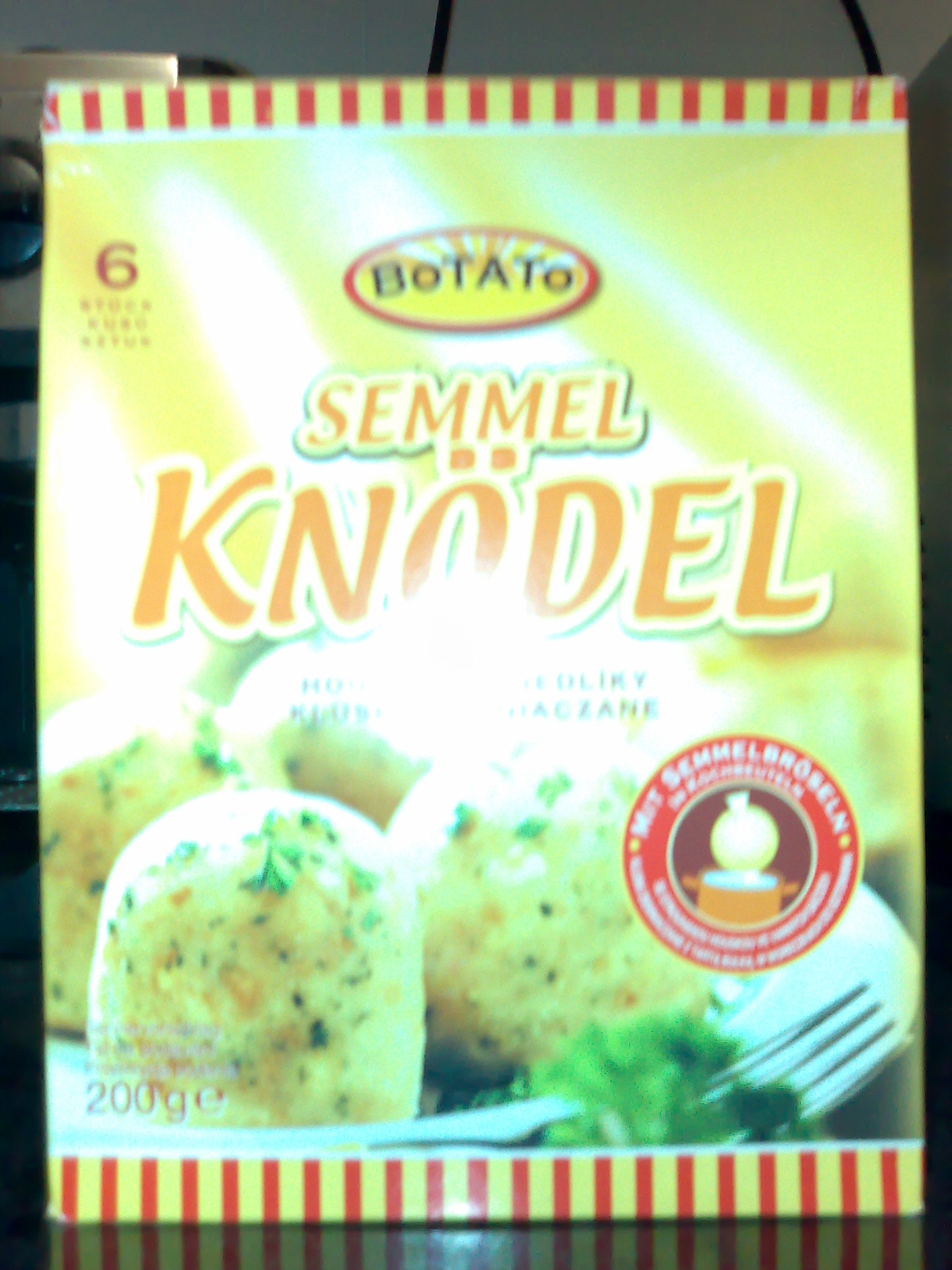
Semmelknödel

 Semmelknödel  són una mena de boles elaborades amb pa, la paraula es compon del dialecte del sud d'Alemanya de  Semmel  que significa  pa  (vegeu Brötchen) i  Knödel  que significa  quelcom rodó . Aquestes boles de pa són una especialitat de les cuines del sud d'Alemanya, d'Àustria i de la República Txeca (houskové knedlíky). Es poden considerar com un simple acompanyament de plats com ara rostit de porc ( Schweinebraten ) en general amb Sauerkraut, el Saurem Lüngerl (a Àustria Beuschel), plats de llenties o bolets servits amb nata àcida. Existeixen també al Nord d'Itàlia (sobretot en el Trentino), on es diuen Canederli, són "primitiu Piatti" (primer plats) com la pasta i els semblants nyoquis.
És habitual trobar en qualsevol supermercat d'Alemanya aquest producte ja preparat i llest per a cuinar com acompanyament dels plats.

## Preparació
Per a la preparació s'empra el pa dur dels Semmeln vells (Brötchen) i es tallen en fines rodanxes o en cubs (a Baviera i Àustria existeixen versions preparades per cuinar conegudes com a  Semmelbröckerl ,  Semmelwürfel  o  Knödelbrot ) i s'introdueix en llet calenta per fer-ho humit. Sol emprar-pa blanc retardat d'almenys un dia, sol tenir una mica de blanor al seu interior. En unes poques receptes se sol torrar la meitat del Semmel amb una mica de mantega, la massa resultant es disgrega finament i es barreja amb ceba picada, julivert, ou (aproximadament un ou per cada dos Semmeln) i es assaona, segons el gust del cuiner s'hi afegeix unes encenalls de llimona, i es fan amb pasta mitjançant la mà unes boles. Se sol afegir una mica de farina per espessir. Les boles resultants (Knödel) es couen (que no bullir) en una salmorra prop de 20 minuts, l'olla de cocció ha d'estar semi-oberta durant el procés. Es consideren llestos els Knödel quan pugen a la superfície i comencen a girar lentament.
Hi ha, però, nombroses variants que depenen de diferents paràmetres com ara la barreja, el temps de cocció i dels ingredients empleats. Si els ingredients emprats bàsics segueixen sent la ceba, el julivert o la nou moscada la resta dels ingredients dependran dels gustos del cuiner i de la tradició local. Per exemple, la cuina de Viena que està molt influenciada de la cuina de la República Txeca se sap que prepara els Semmelknödel de molt diferents receptes i formes diferents. D'aquesta manera per distingir les receptes de Viena a les txeques cal veure la quantitat de farina, en alguns casos hi ha variants amb denominació pròpia com ara els Serviettenknödel que solen dur llevat (en austríac: germ). Existeixen fins i tot variants de Praga de les Serviettenknödel que es cuinen en vapor mentre es suporten en xarxes d'espart.

## Variants
Hi ha variants que fan servir els bretzel vells per fer uns semmerknödel denominats  Breznknödel . Una variant molt coneguda al sud s'utilitza en la massa de les boles petits trossos de Speck amb llard (en el dialecte de la zona del sud:  Grammel ) ia aquests Semma Knödel se'ls denomina  Grammelknödel  o  Tiroler Knödel , aquest tipus de Knödel es serveixen sovint amb amanida o Sauerkraut.
Els Semmelknödel que han quedat del dia anterior se solen tallar a rodanxes i es fiïn en una paella (a aquests se'ls sol anomenar  Geröstete Knödel ), en aquest cas les rodanxes se solen acompanyar d'un ou fregit o una amanida. Una altra variant empra un remenat d'ou a la paella. Una variant s'anomena  Saura Semmelknödel  en què freds es tallen a rodanxes per amanida i es barregen amb cebes, vinagre i oli, sal i pebre i segons gustos una salsitxa.
Al nord d'Alemanya se sol preparar també, encara que menys, com a acompanyament dels Sauerbraten del Rhein, en aquest cas és habitual introduir un trosset de pa torrat, una mena de crostó que fa la manera simpàtic de sorpresa als comensals.